# خطة سهلة
خطة سهلة (بالإنجليزية: A Simple Plan)‏ هُو فيلم جريمة وإثارة ونيو نوار أمريكي صدر سنة 1998، وأخرجه سام ريمي، بينما تولى سكوت بي سميث كتابة السيناريو. بُني سيناريو الفيلم على رواية لسميث تحمل نفس الاسم [الإنجليزية] صدرت سنة 1993. الفيلم من بطولة كُل من بيل باكستون وبيلي بوب ثورنتون وبريدجيت فوندا. تدور أحداث الفيلم في ريف مينيسوتا، وتتناول قصة الأخوين هانك (باكستون) وجاكوب ميتشل (ثورنتون) اللذان يكتشفان رُفقة صديق لجاكوب يُدعى لو (برنت بريسكو) حقيبة داخل طائرة مُحطمة تحتوي على مبلغ أربعة ملايين دولار أمريكي. يبذل الرجال الثلاثة وزوجة هانك سارة (فوندا) جهودًا كبيرة لكتمان سر هذه الأموال، لكن الأمور لا تسير على ما يُرام، حيث يبدأ كُل فرد في الشك في الآخرين، مما أدى إلى جو من الكذب والخداع والقتل.
بدأت مرحلة تطوير الفيلم سنة 1993 قبل نشر الرواية. اشترى مايك نيكولز حقوق الفيلم، بينما حازت شركة سافوي بيكتشرز [الإنجليزية] حقوق الإنتاج. بعد تنحي نيكولز عن مُهمة الإخراج، جُمد مشروع الفيلم مُؤقتا، حيث رفض كُل من بن ستيلر وجون دال إخراج الفيلم. بعد انحلال شركة سافوي بيكتشرز في نوفمبر 1997، بيع مشروع الفيلم لشركة باراماونت بيكتشرز. تعاقدت هذه الأخيرة مع جون بورمان لتولي مُهمة إخراج الفيلم، لكن تضاربا في الجدولة والمواعيد أدى إلى استبداله بريمي. فيلم خُطة سهلة هُو إنتاج دولي مُشترك بين الولايات المُتحدة والمملكة المُتحدة وألمانيا وفرنسا واليابان. بلغت ميزانية إنتاج الفيلم 17 مليون دولار، حيث مولت شركة ميتشوال فيلم كومباني [الإنجليزية] ومجموعة نيو ماركت كابيتال [الإنجليزية] مشروع الفيلم. بدأت مرحلة التصوير الرئيسي في يناير 1998 وانتهت في شهر مارس، حيث استمرت لمُدة 55 يومًا، وقد صُورت مشاهد الفيلم في عدة مناطق من ولايتي ويسكونسن ومينيسوتا. تولى داني إلفمان دور تلحين وإنتاج الموسيقى التصويرية للفيلم.
عُرض فيلم خطة سهلة لأول مرة في دورة سنة 1998 [الإنجليزية] من مهرجان تورونتو السينمائي الدولي، حيث قوبل آنذاك بإشادة كبيرة من النقاد. قبل عرضه في المهرجان، كان الفيلم قد صدر في إصدار محدود في الولايات المتحدة في 11 ديسمبر 1998، تلاه إصدار عام في أمريكا الشمالية في 22 يناير 1999. كان أداء الفيلم ضعيفًا على مُستوى إيرادات شبابيك التذاكر في أمريكا الشمالية، حيث بلغ إجمالي أرباحه 16,3 مليون دولار فقط. أشاد غالبية النقاد بطريقة السرد في الفيلم، وأيضا بأداء المُمثلين وبإخراج ريمي. نال الفيلم ترشيحات للعديد من الجوائز، من بينها ترشيحين لجوائز الأوسكار، هُما ترشيح لجائزة أفضل ممثل مساعد لثورنتون، وترشيح آخر لجائزة أفضل سيناريو مقتبس لسميث.

## طاقم التمثيل
- بيل باكستون في دور هانك ميتشل.
- بيلي بوب ثورنتون في دور جاكوب ميتشل.
- بريجيت فوندا في دور سارة ميتشل.
- برنت بريسكو في دور لو تشامبرز.
- غاري كول في دور فيمون فوكوفسكي، المعروف أيضا باسم نيل باكستر.
- جاك والش في دور توم باتلر.
- تشيلسي روز في دور المأمور كارل جينكينز.
- بيكي آن بيكر في دور نانسي تشامبرز.

## الإنتاج

### التطوير
بعد أن نشر سكوت ب. سميث قصة قصيرة على مجلة النيويوركر، علم أحد المُحررين في المجلة عن روايته "خطة سهلة [الإنجليزية]" التي لم تُنشر في ذلك الوقت، ثُم قرأها وأرسلها إلى أحد الوكلاء. بعد ذلك بوقت قصير، علم سميث أن مايك نيكولز مُهتم بشراء حقوق الفيلم. أمضى نيكولز إحدى عُطل نهاية الأسبوع في قراءة الرواية، ثُم اتصل بعدها بوكيل سميث، حيث وضعا اللمسات الأخيرة على صفقة شراء حقوق الفيلم في صباح يوم الاثنين التالي. اشترى نيكولز حقوق شركة الإنتاج «إيكاروس للإنتاج» (بالإنجليزية: Icarus Productions)‏ مُقابل 250 ألف دولار، مع 750 ألف دولار إضافية تأتي لاحقًا من أحد الاستوديوهات المُهتمة بمُتابعة المشروع. تنحى نيكولز لاحقًا عن المشروع، وذلك بسبب تضارب في المواعيد مع فيلم كل الخيول الجميلة [الإنجليزية].
بعد أن علم بأمر مشروع فيلم «خُطة سهلة» من نيكولز، انضم بن ستيلر لاحقا إلى المشروع، ووقع على صفقة إخراج فيلمين مع شركة سافوي بيكتشرز [الإنجليزية]. أمضى ستيلر مع سميث مُدة تسعة أشهر طورا خلالها سيناريو الفيلم. خلال مرحلة ما قبل الإنتاج، نشب نزاع بين ستيلر وشركة سافوي بيكتشرز بشأن ميزانية الإنتاج. ترك ستيلر الفيلم لاحقا، وذلك بعدما لم يستطع تأمين التمويل الكافي من استوديو إنتاج آخر.
في يناير 1995، أُعلن عن أن جون دال سيتولى مُهمة إخراج الفيلم، وأن نيكولاس كيج سيُؤدي دور البطولة، وعن أنه من المُرجح أن يبدأ التصوير خلال فصل الصيف التالي في منطقة ما في نصف الكرة الأرضية الجنوبي أو في كندا خلال فصل الشتاء الذي يليه. في نوفمبر 1995، وبعد سلسلة من الإخفاقات في شبابيك التذاكر، أعلنت شركة سافوي بيكتشرز أنها ستنسحب من ميدان السينما. اشترت شركتا سيلفر كينغ برودكاستن [الإنجليزية] وهوم شوبينغ نيتوورك [الإنجليزية] شركة سافوي لاحقًا، ثُم طرح الرئيس الجديد باري ديلر مشروع فيلم «خُطة سهلة» للبيع. أدى هذا القرار إلى مُغادرة كل من جون دال ونيكولاس كيج للإنتاج لاحقا.
اشترت شركة باراماونت بيكتشرز مشروع الفيلم، حيث اختار المُنتج سكوت رودين المُخرج جون بورمان لتولي مُهمة إخراج الفيلم. اختار بورمان بدوره الثنائي بيل باكستون وبيلي بوب ثورنتون للعب أدوار البطولة في الفيلم، أي شخصيتي هانك وجاكوب ميتشل. يُعد هذا الفيلم ثاني تعاون مُشترك بين باكستون وثورنتون بعد فيلم حركة خاطئة واحدة سنة 1992. علم باكستون بأمر رواية «خُطة سهلة» من والده قبل خمس سنوات من اختياره لأداء دور هانك. وقد قال في هذا الصدد: «...لمُدة خمس سنوات، كانت هناك قائمة كاملة من المُمثلين والمخرجين الذين اختيروا للمُشاركة في هذا المشروع. عُينت أنا وبيلي بوب لتولي دوري البطولة في عام 1997، ثم انهار الأمر. كان هذا هو أقسى مُنعطف يُمكن أن يقع لمُمثل، الحصول على دور كنت تحلم به ثم قرار الاستوديو بعد ذلك إلغاء الأمر برُمته.»

### الكتابة
كان النص الأصلي الذي كتبه سميث لنيكلز يبلغ طوله 256 صفحة، أي ما يُعادل فيلمًا مُدته أربع ساعات ونصف. احتفظ سميث باقتراح نيكولز بأن تجري أحداث القصة في مينيسوتا، بدلا من أوهايو حيث تجري أحداث القصة في الرواية. انضم «مجلس مينيسوتا السينمائي» (بالإنجليزية: Minnesota Film Board)‏ إلى المشروع لاحقا، وظل مُشاركًا طوال فترة التصوير الرئيسية. بعد نشر الرواية، ترك نيكولز المشروع خلال المراحل الأولى لكتابة مُسودة السيناريو. عندما انضم بن ستيلر إلى المشروع، أمضى هذا الأخير وسميث مُدة تسعة أشهر في إعادة كتابة سيناريو الفيلم.

### التصوير

#### التصوير الرئيسي
كان من المُقرر أن يبدأ التصوير في مدينة ديلانو في ولاية مينيسوتا الأمريكية، لكن وبسبب التغيرات المناخية التي رافقت ظاهرة إل نينيو، أُجبر طاقم الإنتاج على الانتقال مُؤقتًا إلى شمال ولاية ويسكونسن من أجل التصوير في مكان يتوفر على مثل مُستويات الثلج المُوضحة في نص السيناريو. بدأت مرحلة التصوير الرئيسية في 5 يناير 1998. يُعد فيلم «خُطة سهلة» ثاني تعاون بين مُصممة الإنتاج باتريزيا فون براندنشتاين [الإنجليزية] والمُخرج سام رايمي، بعد فيلم السريع والميت سنة 1995. أعاقت الظروف الجوية الصعبة أثناء التصوير عمل باتريزيا، حيث كان عليها انتظار أن يُصبح الطقس جيدا وهادئا نوعا ما من أجل إكمال الأعمال الخارجية اللازمة. وصفت باتريزيا المظهر العام للفيلم بالقول: «لقد أنشأنا مُخططًا صامتًا باللونين الأسود والأبيض للإشارة إلى الجانب الأخلاقي من القصة والاختيارات بين الصواب والخطأ». صُورت مُعظم اللقطات الخارجية للفيلم في ولاية ويسكونسن، وقد ركز طاقم الإنتاج بشكل كبير على مدينتي أشلاند وساكسون من أجل تصوير هذه المشاهد. استُخدمت في التصوير طائرتان إحداهما كانت طائرة حقيقية، لكن هذه الأخيرة كانت قد فُتحت من أحد الجوانب.
عاد طاقم الإنتاج إلى مينيسوتا فيما بعد، ولكنهم وجدوا مُستويات الثلوج دون المُستوى المطلوب. لحل هذه المُشكلة، قام فريق الإنتاج بتجميع فريق مُؤثرات خاصة لإنشاء مزيج من الثلج الحقيقي والثلج الاصطناعي. صُورت المشاهد المُتعلقة بمنزل لو تشامبرز وزوجته نانسي في منزل مهجور في ديلانو، وقد وصف المُصور السينمائي ألار كيفيلو هذا المنزل بأنه «موقع تصوير صعب للغاية، خصوصا مع انخفاض مُستوى سقف المنزل وعدم وجود تدفئة». كُلفت باتريزيا فون براندشتاين إلى جانب الفريق الفني بتصميم هذا المنزل لتلبية مُتطلبات التصوير.

### الموسيقى
أنتج داني إلفمان ولحن ألبوم الموسيقى التصويرية للفيلم، وقد انضم إلفمان إلى طاقم الفيلم بعد أن علم باشتغال سام رايمي ضمن الطاقم، ويُمثل هذا الفيلم ثالث تعاون له مع رايمي. صدر ألبوم الموسيقى التصويرية للفيلم في 26 يناير 1999 تحت عُنوان «خُطة سهلة: موسيقى من الموسيقى التصويرية للفيلم» (بالإنجليزية: A Simple Plan: Music from the Motion Picture Soundtrack)‏.

## الإصدار
عُرض فيلم «خُطة سهلة» لأول مرة في دورة سنة 1998 [الإنجليزية] من مهرجان تورونتو السينمائي الدولي، وذلك في 11 سبتمبر من نفس السنة. في 11 ديسمبر 1998، بدأ عرض الفيلم في المسارح من خلال إصدار محدود [الإنجليزية] في 31 مسرحا. حقق الفيلم في أسبوعه الافتتاحي إيرادات بقيمة 390 ألفا و563 دولارًا أمريكيا، أي بمُتوسط 12 ألفا و598 دولارا أمريكيا من كل مسرح. عُرض الفيلم خلال الأسابيع التي تلت صدوره المسرحي في العديد من المسارح الأخرى، حيث بلغ عدد المسارح التي عُرض فيها إلى غاية 22 يناير 1999 ما مجموعه 660 مسرحا مُوزعة على جميع أنحاء أمريكا الشمالية. انتهت فترة عرض الفيلم في مسارح أمريكا الشمالية في 14 مايو 1999، مُحققا إيرادات إجمالية بقيمة 16 مليونا و316 ألفا و273 دولارا أمريكيا، وهُو مبلغ أقل بقليل من ميزانية إنتاج الفيلم [الإنجليزية] التي بلغت 17 مليون دولار أمريكي. أصدرت شركة باراماونت هوم للترفيه [الإنجليزية] نُسختي الفي إتش إس والدي في دي من الفيلم في 22 يونيو 1999.

## الاستقبال النقدي

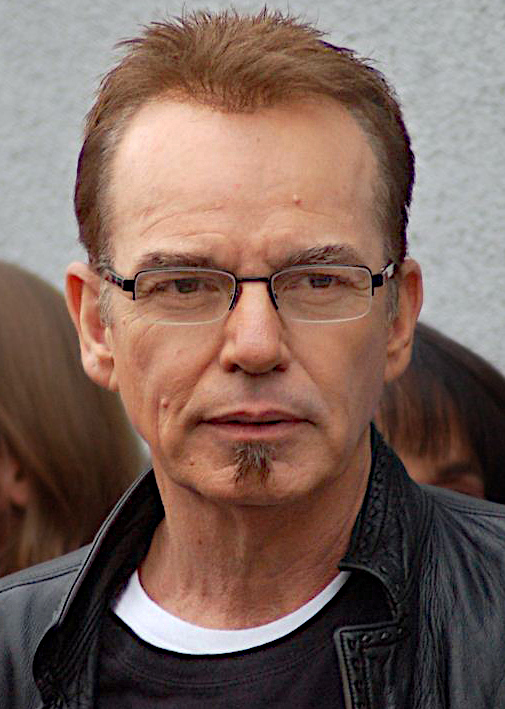
أشاد العديد من النقاد بطريقة أداء بيلي بوب ثورنتون لشخصية جاكوب ميتشل، وهُو الأداء الذي أكسبه ترشيحًا لنيل جائزة الأوسكار لأفضل مُمثل في دور مُساعد.

حظي الفيلم بآراء إيجابية من النقاد في المُجمل. فعلى موقع الطماطم الفاسدة، حصل الفيلم على تقييم بنسبة 91٪، بناء على 74 مُراجعة نقدية، مع مُتوسط تقييم بلغ 8.30/10. أجمع نقاد الموقع على أن «فيلم خُطة سهلة فيلم جريمة مثير مليء بالتوتر العاطفي». أما على موقع ميتاكريتيك، فقد حصل الفيلم على تنقيط 82 من أصل 100، بناءً على 28 مراجعة من نقاد الموقع الرئيسيين.
خلال مُراجعته للفيلم إبان عرضه في مهرجان تورونتو السينمائي الدولي، شبه غلين لوفيل عن مجلة فارايتي فيلم «خُطة سهلة» بفيلم فارغو الذي صدر سنة 1996، حيث كتب في هذا الصدد بأن: «إالاختلافات الرئيسية بين الفيلمين هي في التشديد وفي النبرة، حيث أن فيلم فارغو فيلم نوار جامد، بينما فيلم خُطة سهلة أكثر متانة ونشاطا وقُوة». في «مُراجعة مبكرة» للفيلم قبل صدوره المسرحي، أعطى روجر إيبرت وزميله جين سيسكل [الإنجليزية] للفيلم تقييم «مُمتاز» أو "(بالإنجليزية: Thumbs Up)‏" خلال حلقة من حلقات برنامجهما التلفزيوني المُشترك سيسكر وإيبرت داخل صالات السينما [الإنجليزية]. في حلقة لاحقة، صنف إيبرت فيلم خُطة سهلة في المرتبة الرابعة ضمن قائمته «لأفضل أفلام سنة 1998». كتب سيسكل في مقال له على شيكاغو تريبيون، بأن فيلم «خُطة سهلة» كان «فيلما من النوع الجيد للغاية... حيث أن سام رايمي قام بعمل مُمتاز من ناحية إنذار المُشاهد بالعُنف المُميت الذي سيأتي لاحقا. من المشاهد الأولى للفيلم، علمنا بأن الجُثث ستبدأ في التراكم».
أشاد الناقد السينمائي جيمس بيراردينيلي [الإنجليزية] بأداء طاقم تمثيل الفيلم، حيث أشاد خصيصا بأداء ثورنتون باعتباره «أكثر شيء مُلفت للنظر في فيلم خُطة سهلة». بعد وفاة بيل باكستون في فبراير 2017، رأى مات زولر سيتز عن موقع (بالإنجليزية: RogerEbert.com)‏ بأن أداء باكستون لشخصية هانك كان الأفضل في مسيرته، حيث صرح بأن: «أداء باكستون في هذا الفيلم كان الأكثر حُزنًا والأكثر رعبا في نفس الوقت ... رجل عادي ليس لديه أي فكرة عن مقدار الشر الذي يمكن أن يتسبب فيه».
وصف أوين غليبرمان [الإنجليزية] عن مجلة إنترتينمنت ويكلي الفيلم بأنه «رقيق وأنيق ومُعقد عاطفياً، كما يُعد أعجوبة من الأعمال الكلاسيكية». وصفت جانيت ماسلين [الإنجليزية] عن صحيفة نيويورك تايمز بأن فيلم خُطة سهلة «فيلم إثارة يتضمن مشاهد مُدمرة بشكل هادئ ... حيث أن مُخرج الفيلم رايمي ينتقل من حدث لآخر بشكل لا تشوبه شائبة.» كتب إدوارد غوثمان عن صحيفة سان فرانسيسكو كرونيكل: «... بالنسبة لريمي، الذي استفاد بشكل كبير من إتقانه للتأثيرات البصرية خلال جميع أفلامه السابقة، فإن فيلم خُطة سهلة يُمثل له استراحة ناجحة للغاية من الأعمال السابقة. لقد رسم أداءً جميلًا ومُعقدًا من الثنائي باكستون وثورنتون، وأثبت أنه قادر على العمل بفعالية -وبشكل مُؤثر- في قالب عاطفي وثانوي.»
أما بخُصوص المُراجعات السلبية، فقد صرح ريتشارد شيكل عن مجلة التايم بأن: «ليس هناك تعقيدات ولا مُفاجآت خلال المسار السردي للأحداث في الفيلم، كما أن المُنشطات في الفيلم قد وُظفت بطريقة مُملة وغير ذكية.» رأى شلومو شوارتزبيرغ عن مجلة بوكس أوفيس برو [الإنجليزية] بأن الفيلم: «قد بُعثرت قصتُه بمشاهد غير ضرورية من العُنف والقتل، كما تضمن الفيلم مُكونات بسيطة وثانوية من المُكونات الأساسية للميلودراما».

## الجوائز والترشيحات
حصل فيلم «خُطة سهلة» وطاقمه على العديد من الجوائز والترشيحات في مجموعة مُتنوعة من الفئات، كما أشاد العديد من النقاد بشكل خاص بسيناريو سكوت سميث وبأداء بيلي بوب ثورنتون في الفيلم. في حفل توزيع جوائز الغولدن غلوب السادس والخمسون [الإنجليزية]، رُشح ثورنتون للتنافس على نيل جائزة أفضل مُمثل في دور مُساعد، لكن إد هاريس فاز بالجائزة في الأخير، وذلك عن أدائه في فيلم عرض ترومان. في حفل توزيع جوائز الأوسكار الحادي والسبعين، رُشح ثورنتون أيضا لنيل جائزة الأوسكار لأفضل مُمثل مُساعد، لكن جيمس كوبورن فاز بالجائزة في الأخير، حيث رُشح هذا الأخير لهذه الجائزة عن أدائه في فيلم فتنة. رُشح سميث أيضا لنيل جائزة الأوسكار لأفضل سيناريو مُقتبس، لكنه خسر أمام بيل كوندون الذي فاز بالجائزة عن السيناريو الذي كتبه لفيلم آلهة ووحوش [الإنجليزية]. إلى جانب العديد من الجوائز والترشيحات، اختير فيلم «خُطة سهلة» ضمن "قائمة أفضل 10 أفلام في سنة 1998 [الإنجليزية]"، والتي أصدرها المجلس الوطني الأمريكي للمُراجعة.
| قائمة الجوائز والترشيحات التي حصل عليها فيلم خُطة سهلة                 | قائمة الجوائز والترشيحات التي حصل عليها فيلم خُطة سهلة | قائمة الجوائز والترشيحات التي حصل عليها فيلم خُطة سهلة | قائمة الجوائز والترشيحات التي حصل عليها فيلم خُطة سهلة | قائمة الجوائز والترشيحات التي حصل عليها فيلم خُطة سهلة |
| حفل توزيع الجوائز أو اسم المهرجان                                     | الجائزة                                               | المُستلم للجائزة أو المُرشح لنيلها                      | النتيجة                                               | مرجع                                                  |
| --------------------------------------------------------------------- | ----------------------------------------------------- | ----------------------------------------------------- | ----------------------------------------------------- | ----------------------------------------------------- |
| حفل توزيع جوائز الأوسكار الحادي والسبعون                              | أفضل مُمثل في دور مُساعد                                | بيلي بوب ثورنتون                                      | رُشِّح                                                   | [ 39 ]                                                |
| حفل توزيع جوائز الأوسكار الحادي والسبعون                              | أفضل سيناريو مُقتبس                                    | سكوت سميث                                             | رُشِّح                                                   | [ 39 ]                                                |
| حفل توزيع جوائز الغولدن غلوب السادس والخمسون [الإنجليزية]             | أفضل مُمثل في دور مُساعد                                | بيلي بوب ثورنتون                                      | رُشِّح                                                   | [ 41 ]                                                |
| حفل توزيع جوائز نقابة مُمثلي الشاشة الخامس [الإنجليزية]                | أفضل مُمثل في دور مُساعد [الإنجليزية]                   | بيلي بوب ثورنتون                                      | رُشِّح                                                   | [ 42 ]                                                |
| حفل توزيع جوائز رابطة كُتاب أمريكا لسنة 1998 [الإنجليزية]              | أفضل سيناريو مُقتبس [الإنجليزية]                       | سكوت سميث                                             | رُشِّح                                                   | [ 43 ]                                                |
| حفل توزيع جوائز جمعية بوسطن لنقاد السينما لسنة 1998 [الإنجليزية]      | أفضل مُمثل في دور مُساعد [الإنجليزية]                   | بيلي بوب ثورنتون                                      | فوز                                                   | [ 44 ]                                                |
| حفل توزيع جوائز اختيار النقاد الرابع [الإنجليزية]                     | أفضل مُمثل في دور مُساعد [الإنجليزية]                   | بيلي بوب ثورنتون                                      | فوز                                                   | [ 45 ]                                                |
| حفل توزيع جوائز اختيار النقاد الرابع [الإنجليزية]                     | أفضل سيناريو مُقتبس [الإنجليزية]                       | سكوت سميث                                             | فوز                                                   | [ 45 ]                                                |
| حفل توزيع جوائز جمعية شيكاغو لنقاد السينما لسنة 1998 [الإنجليزية]     | أفضل مُمثل في دور مُساعد [الإنجليزية]                   | بيلي بوب ثورنتون                                      | فوز                                                   | [ 46 ]                                                |
| حفل توزيع جوائز جامعة جنوب كاليفورنيا لسنة 1998 [الإنجليزية]          | أفضل سيناريو مُقتبس                                    | سكوت سميث                                             | رُشِّح                                                   | [ 47 ]                                                |
| حفل توزيع جوائز نقابة لاس فيغاس لنقاد السينما الثاني                  | أفضل موسيقى تصويرية                                   | داني إلفمان                                           | فوز                                                   | [ 48 ]                                                |
| حفل توزيع جوائز جمعية لوس أنجلوس لنقاد السينما لسنة 1998 [الإنجليزية] | أفضل مُمثل في دور مُساعد [الإنجليزية]                   | بيلي بوب ثورنتون                                      | فوز                                                   | [ 48 ]                                                |
| حفل توزيع جوائز المجلس الوطني للمُراجعة لسنة 1998 [الإنجليزية]         | أفضل سيناريو مُقتبس [الإنجليزية]                       | سكوت سميث                                             | فوز                                                   | [ 40 ]                                                |
| حفل توزيع جوائز المجلس الوطني للمُراجعة لسنة 1998 [الإنجليزية]         | قائمة أفضل 10 أفلام في سنة 1998 [الإنجليزية]          | خُطة سهلة                                              | فوز                                                   | [ 40 ]                                                |
| حفل توزيع جوائز جمعية أونلاين لنقاد السينما لسنة 1998 [الإنجليزية]    | أفضل سيناريو مُقتبس [الإنجليزية]                       | سكوت سميث                                             | رُشِّح                                                   | [ 49 ]                                                |
| حفل توزيع جوائز جمعية أونلاين لنقاد السينما لسنة 1998 [الإنجليزية]    | أفضل مُمثل في دور مُساعد [الإنجليزية]                   | بيلي بوب ثورنتون                                      | فوز                                                   | [ 49 ]                                                |

## وصلات خارجية
خطة سهلة على موقع IMDb (الإنجليزية)
- خطة سهلة على موقع ميتاكريتيك (الإنجليزية)
- خطة سهلة على موقع الموسوعة البريطانية (الإنجليزية)
- خطة سهلة على موقع روتن توميتوز (الإنجليزية)
- خطة سهلة على موقع نتفليكس (الإنجليزية)
- خطة سهلة على موقع ألو سيني (الفرنسية)
- خطة سهلة على موقع Turner Classic Movies (الإنجليزية)
- خطة سهلة على موقع أول موفي (الإنجليزية)
- خطة سهلة على موقع فيلمافينيتي (الإسبانية)
- خطة سهلة على موقع قاعدة بيانات الأفلام السويدية (السويدية)